# Svartlösa domsagas tingslag
Svartlösa domsagas tingslag var ett tingslag i Stockholms län och Svartlösa domsaga, bildat den 1 januari 1959. Tingslaget avskaffades vid tingsrättsreformen 1971 och dess verksamhet uppgick i Svartlösa tingsrätt.
Tingshuset från 1958 ritades av Karl Karlström.

## Kommuner
Tingslaget bestod den 1 januari 1959 av följande kommuner:
- Botkyrka landskommun
- Huddinge landskommun